# Pastisset de cua de gall
El pastisset de cua de gall és una especialitat d'Hong Kong originària de la dècada de 1950 consistent en un tipus de pastisset amb un farciment fet de dolços passats, sucre i coco ratllat. En aquesta època, els propietaris de les fleques es resistien a rebutjar els dolços que no podien vendre però que eren comestibles. Com a solució a aquest problema van inventar el pastisset de cua de gall.
Triturant els dolços sobrants i afegir-los sucre granulat, podien donar-los sortida. Aquest batibull d'ingredients recordava els còctels alcohòlics (cocktail en anglès, literalment ‘cua de gall’), per la qual cosa va rebre aquest nom. Més tard es va afegir coco ratllat a la recepta, que hi donàuna sabor encara més apetible.
La color daurasa brillant de l'exterior procedeix d'una combinació d'ou pintat i glaçatge de sucre. L'interior és semblat a un pa amb farciment de coco. L'exterior té també sovint alguna marca feta per al farciment de coco i pot empolvorar-se amb llavors de sèsam.
Cada pastisset fa de 15 a 20 cm de llarg i de 5 a 7 d'alt, i la forma d'una bagueta petita.